# Комиссия составления законов
Комиссия составления законов — государственный орган Российской империи, который в царствования Павла I и Александра I (с 1796 по 1826 годы) занимался кодификацией существующего и разработкой нового законодательства. Впоследствии преобразован во Второе отделение.
Озаботившись необходимостью кодификации крайне разрозненного и противоречивого законодательства (задача, с которой при Екатерине II не справились Уложенные комиссии), вскоре после своего вступления на престол Павел I организовал 16 декабря 1796 года специальную комиссию под руководством генерал-прокурора; 30 декабря она получила название: «Комиссия для составления законов Российской империи», а 1797 году было учреждено особое Совещание из трёх сенаторов с участием генерал-прокурора. Комиссии было поручено собрать существующие законы и составить из них три книги законов: 1) уголовных, 2) гражданских и 3) государственных (дел казённых). Работы, произведённые комиссией в течение короткого царствования Павла, под руководством генерал-прокуроров Самойлова и Куракина, не представляли ничего цельного и остались без рассмотрения.

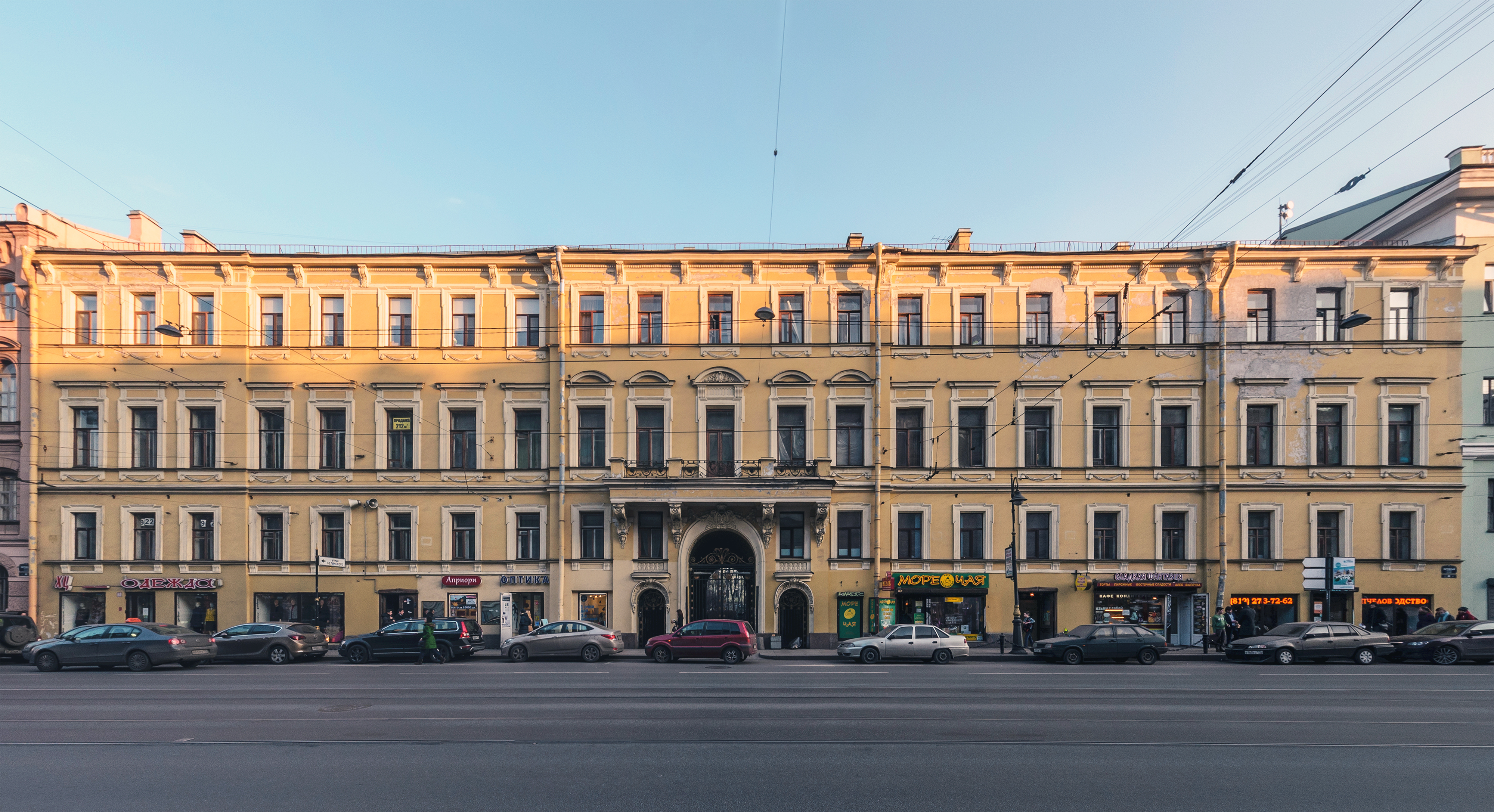
Здание Комиссии составления законов на Литейной

В 1801 году император Александр I возложил управление комиссией, дополненной ещё одним членом и поставленной под непосредственный надзор государя, на графа Завадовского; но уже в 1803 году всё дело кодификации законов было передано в министерство юстиции. В основу дальнейших работ комиссии был положен план, выработанный министром юстиции, князем Лопухиным, причём и сама комиссия была при этом преобразована. Разделённая на три экспедиции, каждая из которых состояла, под наблюдением одного референдария, из необходимого числа редакторов, комиссия была поставлена под непосредственное руководство товарища министра юстиции, Новосильцева, а главным секретарём и первым референдарием её был назначен барон Розенкампф; ежемесячно комиссия представляла отчёты о своих действиях государю.

В 1808 году к двум членам совета комиссии — князю Лопухину и Новосильцеву — присоединился третий — Сперанский, который в 1809 году был назначен товарищем министра юстиции с той целью, чтобы сосредоточить в его руках все работы комиссии. По его инициативе комиссия была преобразована. По новому учреждению комиссии, 7 декабря 1809 года, она состояла из трёх учреждений: совета, правления и юрисконсультов. Юрисконсульты распределены на 6 отделений, на обязанности которых возложено самое изложение законов и составление их плана. Правление комиссии состояло из членов, назначенных Высочайшей властью, из которых один занимался письмоводительской частью (Сперанский); правлению предоставлен был надзор за отделениями и рассмотрение и утверждение их работ. Совет комиссии состоял из членов правления комиссии и других лиц, назначенных Высочайшей властью; он разрешал затруднения, которые представлялись ему правлением, и пересматривал изложение законов по мере их составления. 

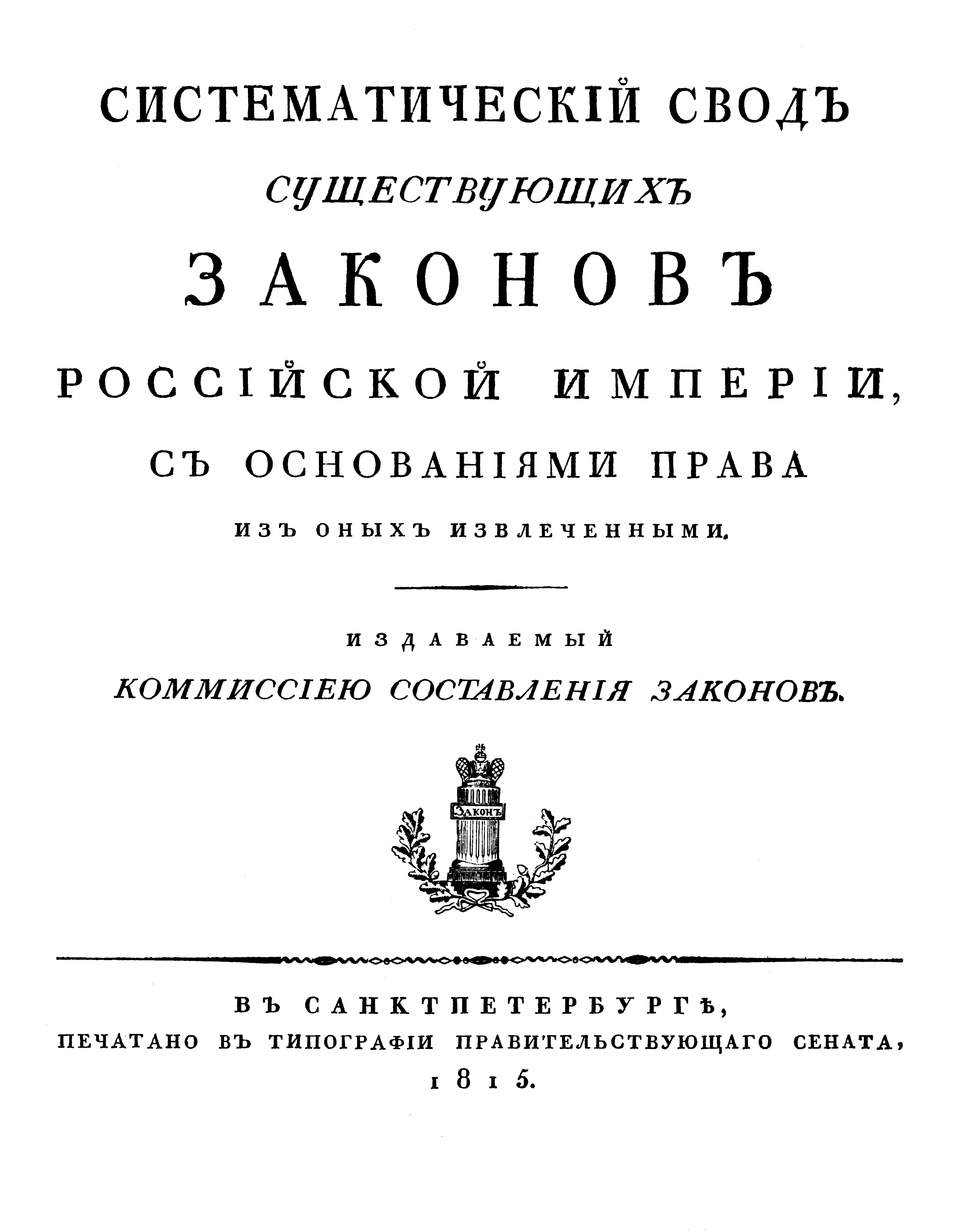

В 1810 году комиссия была введена в число установлений, состоящих при Государственном совете, причём совет комиссии был заменён директором комиссии, как главным её начальником. Помимо кодификационных работ, на комиссию была возложена и предварительная разработка всех законопроектов. Директором комиссии был назначен Сперанский, после опалы которого в 1812 году комиссия была преобразована: продолжая состоять при Государственном совете, она была поставлена в непосредственное ведение министра юстиции князя Лопухина, а место директора комиссии занял особый совет из трёх членов — Розенкампфа, Тургенева и Дружинина.
До 29 февраля 1816 года комиссия по составлению законов состояла из шести отделений: 
- 1-е отделение составляло Гражданское уложение, Устав судебных обрядов, ведало устройством судебных гражданских мест;
- 2-е отделение готовило Уголовное уложение, Установление судебных обрядов, Устав полиции судебной, вело устройство уголовных судов;
- 3-е отделение разрабатывало Коммерческое уложение;
- 4-е отделение составляло различные уставы, относящиеся к публичному праву и государственной экономии, а также Устав полиции учредительной;
- 5-е отделение готовило Свод законов для Остзейских (Прибалтийских) губерний,
- 6-е отделение разрабатывало Свод законов для Малороссийских и Польских (присоединённых) губерний Лево- и Правобережной Украины.

Отделения возглавлялись начальниками, которые составляли общую конференцию под председательством директора. План трудов каждого отделения составлялся начальником, затем рассматривался в конференции и по утверждению директором обращался к исполнению.
Наиболее напряжённая работа закипела в комиссии в первые годы по вступлении в неё Сперанского, когда она, между прочим, составила проект гражданского уложения 1809 года и первую часть проекта уголовного уложения 1813 года. При рассмотрении первого из этих проектов Государственный совет потребовал, чтобы комиссия привела в порядок и напечатала имевшиеся у неё своды существующих узаконений. Когда работы по составлению сводов подвинулись вперёд, в 1821 году было предписано вновь рассматривать в государственном совете проект гражданского уложения. В 1826 году Николай I преобразовал комиссию во II отделение Собственной императорской канцелярии.

## Труды
- «Основания Российского права, извлеченные из существующих законов Российской империи» (2 т., СПб., 1821—22)
- Труды Комиссии составления законов. — 2-е изд. — СПб., 1822. — Т. I.